# Nokia 1100

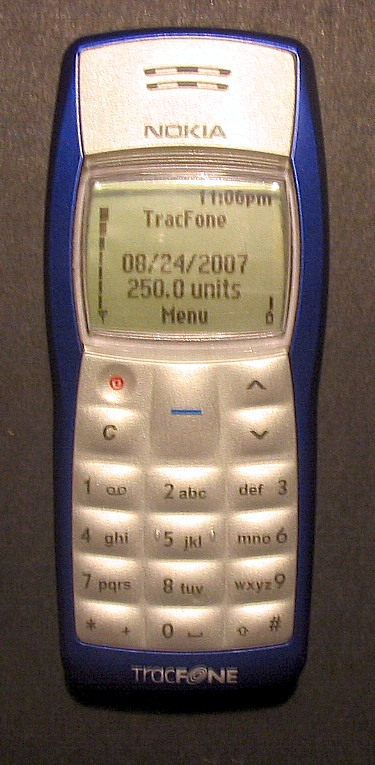
En påslagen Nokia 1100.

Nokia 1100 är en väldigt enkel mobiltelefon från Nokia, som utkom 2003. Mobiltelefonen har sålts i över 250 miljoner exemplar, vilket gör den till världens mest sålda. Nokia 1100 har inga avancerade funktioner och riktar sig därför till personer som endast vill kunna ringa via GSM-nätet och skicka SMS. Även andra basala funktioner som alarmklocka, påminnelser och liknande finns inbyggt.